# Limerodops mariannae
Limerodops mariannae là một loài tò vò trong họ Ichneumonidae.